# 登米市立登米市民病院
登米市立登米市民病院（とめしりつとめしみんびょういん）は、宮城県登米市迫町佐沼に所在する市区町村立病院である。
宮城県災害拠点病院（地域災害拠点病院）、第二種感染症指定医療機関等に指定されている。

## 診療科
（標榜診療科）
- 内科
- 小児科
- 外科
- 整形外科
- 産婦人科
- 眼科
- 耳鼻咽喉科
- 皮膚科
- 泌尿器科
- リハビリテーション科
- 人工透析内科

## 医療機関の指定・認定
（下表の出典）
| 保険医療機関                                   | 結核指定医療機関               |
| 労災保険指定医療機関                           | 原子爆弾被害者一般疾病医療機関 |
| 指定自立支援医療機関（更生医療）               | 公害医療機関                   |
| 指定自立支援医療機関（精神通院医療）           | 災害拠点病院（地域）           |
| 身体障害者福祉法指定医の配置されている医療機関 | 臨床研修病院                   |
| 生活保護法指定医療機関                         | 肝疾患診療連携拠点病院         |

- 救急告示病院（二次救急）[3]
- 第二種感染症指定医療機関[4]
- 東北大学病院地域医療連携施設[5]
- 宮城県立こども病院地域医療連携登録医療機関[5]
- このほか、各種法令による指定・認定病院であるとともに、各学会の認定施設でもある。

## 交通アクセス
- JR東北本線「瀬峰駅」または「新田駅」より登米市民バス乗車、「登米市民病院前」停留所下車[6]